# آشلي غراهام (ريزدنت إيفل)
آشلي غراهام (بالإنجليزية: Ashley Graham)‏ هي شخصية خيالية وشخصية رئيسية في سلسلة ألعاب ريزدنت إيفل التي إنشئت من قبل شركة كابكوم اليابانية. كان أول ظهور لها في عام 2005 في لعبة ريزدنت إيفل 4، وآشلي تكون أبنة رئيس الولايات المتحدة الحالي بحسب السلسلة، وقد تم اختطافها حتى يتم استخدامها كوسيلة لكسب المال والضغط على والدها قبل أن يقوم بطل السلسلة (ليون س. كينيدي) بإنقاذها.
تم تصميم آشلي في الأصل من قبل مصمم الألعاب ياسوهيسا كاوامورا كشخصية لاعب مهمة في النسخة الأصلية من لعبة ريزدنت إيفل 4. تم تغيير دورها إلى شخصية رفيقة لا حول لها بعد تغيير هيكلي كبير في فريق التطوير مما أدى إلى إلغاء النسخة الأصلية من ريزدنت إيفل 4. تلقى توصيفها استقبالا سلبيا إلى حد كبير من منشورات ألعاب الفيديو، حيث شكك الكثيرون في أهميتها كفتاة نمطية في محنة أو فائدة كشخصية مصاحبة أو مساندة. في نسخة اللعبة الجديدة لعام 2023، تم استقبالها بشكل أكثر إيجابية بعد إعادة تصميمها للحصول على تجربة أكثر متعة.